# Глинець (річка)
Гли́нець — річка в Україні, в межах Городоцького, Яворівського та Мостиського районів Львівської області. Права притока Ракова (басейн Вісли). 
Довжина 18 км, площа басейну 62 км². Річище слабо звивисте. У верхній та середній течії заплава частково заболочена. 
Витоки розташовані між пологими пагорбами Сянсько-Дністровської вододільної рівнини, на західних схилах Головного європейського вододілу, на схід від села Тучапи. Річка тече спочатку на захід, потім на північний захід, далі знову на захід, а від села Щиглі — на південний захід. Впадає у Раків на північно-східній околиці міста Судової Вишні. 
Притоки: невеликі потічки.